# Taher Abouzaid
Pour les articles homonymes, voir Abouzaid.
Amer Taher Abouzaid Sayed (arabe : عامر طاهر أبو زيد السيد) (né le 1er avril 1962 à Assiout en Égypte) est un footballeur international égyptien, qui évoluait au poste de milieu de terrain offensif. 
Il est actuellement ministre des Sports au sein du gouvernement égyptien.

## Biographie
Il a porté les couleurs d'Al Ahly SC et de l'équipe nationale égyptienne avec laquelle il a disputé la coupe du monde 1990. Il est actuellement membre du Board d'Al-Ahly.

## Palmarès

### Équipe d'Égypte
- Vainqueur de la CAN 1986

### Al-Ahly
- 6 championnats d'Égypte : 1980/81, 1981/82, 1984/85, 1985/86, 1986/87, 1988/89.
- 8 coupes d'Égypte : 1980/81, 1982/83, 1983/84, 1984/85, 1988/89, 1990/91, 1991/92, 1992/93
- 2 Ligues des champions africains : 1982, 1987
- 3 Coupes d'Afrique des vainqueurs de coupes 1984, 1985, 1986
- 1 Coupe afro-asiatique des clubs : 1988

### Individuel
- Meilleur buteur du Championnat du monde juniors en 1981
- Meilleur buteur de la CAN 1984
- 2e meilleur buteur de la CAN 1986
- 2e du Ballon d'or africain en 1984 (France Football)
- 3e du Ballon d'or africain en 1986 (France Football)
- 2e du Ballon d'or africain en 1987 (France Football)